# Sconfitta (baseball)
La sconfitta (loss in lingua inglese), nel baseball, è la statistica attribuita al lanciatore della squadra perdente che è responsabile del punto del vantaggio definitivo concesso alla squadra avversaria.
Nelle statistiche viene abbreviata in L.